# Keratosis follicularis
Keratosis follicularis of de ziekte van Darier is een zeldzame, genetisch bepaalde, autosomaal dominant erfelijke aandoening van de huid met onvolledige penetrantie, waarbij afwijkingen van de huid optreden in de vorm van een rode uitslag (oneffenheden) geconcentreerd om de haarzakjes. De ziekte is chronisch en komt vaker bij vrouwen voor dan bij mannen. 
Wereldwijd heeft ongeveer 1 op de 100.000 mensen deze aandoening.

## Oorzaak
Het afwijkende gen is geïdentificeerd als ATP2A2, op chromosoom 12q23-24.1. Dit is een eiwit dat nodig is om calcium in de cel te pompen (SERCA enzym of pomp, SarcoEndoplasmic Reticulum Calcium-ATPase). Het lijkt erop dat er iets mis is met de onderlinge verbindingen tussen de cellen (desmosomen).
De genetische afwijking is uiteraard al vanaf de geboorte aanwezig maar komt pas op latere leeftijd tot uiting; meestal zo rond het 12de levensjaar (puberteit.)

## Diagnose
Meestal op het klinisch beeld, maar het wordt vaak verwisseld met andere aandoeningen. Een huidbiopt door een dermatoloog kan nodig zijn. Het histologisch beeld is kenmerkend, met focale acantholytische dyskeratose geassocieerd met wisselende mate van huidverdikking (papillomatose). Het histologisch beeld lijkt op de ziekte van Grover. 

## Klinische kenmerken
Deze kunnen sterk verschillen bij verschillende patiënten. Sommige mensen met dit gen zijn vrijwel asymptomatisch. Anderen hebben uitgebreide plekken. De ernst van de ziekte kan bovendien wisselen met de tijd.
- uitslag
- persisterende, vettige, schilferende papels die vooral voorkomen in de sebumproducerende huidgedeelten van het gelaat (randen van het haar, voorhoofd, oren, rond de neusgaten en zijkanten van neus, wenkbrauwen en baardgebied) en midden op de borst en de rug. Ook de lichaamsplooien (oksels, liezen en onder de borsten) zijn vaak aangedaan. De papels voelen aan als grof schuurpapier en kunnen huidkleurig, bruinig of geelbruin zijn. Ook het behaarde hoofd kan zijn aangedaan.
- 's zomers meestal erger door overmatig zweten.
- Bij vrouwen verergert het meestal tijdens de menstruatie.
- Nagels zijn broos en scheuren meestal in de lengte in.
- Ook veelvoorkomend zijn oogontstekingen.

Atypische presentaties komen vaak voor. 